# Solenopsis blanda
Solenopsis blanda es una especie extinta de hormiga del género Solenopsis, subfamilia Myrmicinae.
Existe un material tipográfico sobre esta especie que se encuentra en el Museo de Historia Natural de Basilea, en Suiza.

## Distribución
Esta especie se encontraba en Francia y Alemania.